# Szakállasagáma
A szakállasagáma (Pogona) a hüllők (Reptilia) osztályának a pikkelyes hüllők (Squamata) rendjéhez, ezen belül a gyíkok (Sauria vagy Lacertilia) alrendjéhez, a leguánalakúak (Iguania) alrendágához és az agámafélék (Agamidae) családjához tartozó gyíknem.

## Előfordulásuk
A szakállasagáma nem az Ausztráliában élő agáma fajokat fogja egybe. Csak 1932-ben különítették el; korábban ezeket a fajokat az Amphibolorus nembe sorolták. Szakállasagámákat szinte az egész földrészen találhatunk, rendkívül változatos élőhelyeken (az erdőtől egészen a sivatagokig). A fajok többsége az erdőszéleket, a sztyeppéket és félsivatagokat kedveli.
A molekuláris genetikai vizsgálatok szerint az ausztráliai agámafajok közös őse mintegy 25–45 millió éve válhatott külön az ázsiai víziagáma (Physignathus cocincinus) ősétől.

## Megjelenésük
Legjellegzetesebb testrészük a viszonylag kis pikkelyekkel fedett, széles, háromszög alakú fej. Nevüket a fej oldalán és a tarkó tájékán növő, kicsúcsosodó pikkelyeiről kapták. Izgalmi állapotában nyelvcsontjuk segítségével kifeszítik ezeket, és ekkor pofaszakállra emlékeztető benyomást keltenek. Egyúttal hatalmasra tátják a szájukat, és kivillantják apró fogukat, hogy félelmetes ragadozónak tűnjenek. Szemük kicsi, szemdombjuk kidudorodik, dobhártyájuk jól látható.
Az izmos test két oldalán tövissor húzódik végig. Farkuk egyenletesen vékonyodik. Erőteljes végtagjaik éles karmokban végződnek.
Színezetük fajonként és élőhelyenként változik, de általában szürkés. Hátuk többnyire sötétebb, szabálytalan alakú foltok tarkázzák. Hasuk fehér; egyes fajok hasán több-kevesebb fekete folttal.

## Életmódjuk
Nappali állatok; rovarokkal, gyümölcsökkel és zsenge hajtásokkal táplálkoznak.

## Rendszerezés
A nembe nyolc faj tartozik:
- keleti szakállasagáma (Pogona barbata)
- Henry Lawson szakállasagámája (Pogona henrylawsoni)
- északi szakállasagáma (Pogona microlepidota)
- Wallabi-szigeti szakállasagáma (Pogona minima)
- törpe szakállasagáma (Pogona minor)
- Mitchell szakállasagámája (Pogona mitchelli)
- déli szakállasagáma (Pogona nullarbor)
- belföldi szakállasagáma (Pogona vitticeps) vagy (Amphibolurus vitticeps)

## Külső hivatkozások
- Mitochondrial genome of Pogona vitticepes (angol nyelvű kivonat)